# Helen Shapiro
Helen Shapiro (ur. 28 września 1946 w Londynie) – brytyjska piosenkarka.
Wnuczka polskich emigrantów żydowskich.
Karierę rozpoczęła jako 14-latka. Na przełomie lat 60. i 70. miała przerwę w karierze artystycznej.
Najpopularniejsze nagrania: You Don't Know, Walkin' Back To Happiness, Tell Me That He Said, Little Miss Lonely, It's My Party.